# Černohorská fotbalová reprezentace do 21 let
Černohorská fotbalová reprezentace do 21 let je černohorská mládežnická fotbalová reprezentace složená z hráčů do 21 let, která spadá pod Černohorský fotbalový svaz (Fudbalski savez Crne Gore – FSCG). Reprezentuje Černou Horu v kvalifikačních cyklech na Mistrovství Evropy hráčů do 21 let a v případě postupu i na těchto šampionátech. Má přezdívku Hrabri Sokoli (stateční sokoli).

Fotbalisté musí být mladší 21. roku na začátku kvalifikace, to znamená, že na evropském šampionátu poté mohou startovat i poněkud starší.
Předchůdkyní byla do roku 2006 fotbalová reprezentace Srbska a Černé Hory do 21 let, která ještě hrála na Mistrovství Evropy U21 v roce 2006.
Samostatná černohorská reprezentace U21 se dosud ve své historii nepředstavila ve finále závěrečného turnaje Mistrovství Evropy hráčů do 21 let, poprvé se zúčastnila kvalifikace na ME U21 2009 ve Švédsku.

## Účast na závěrečném turnaji ME U21
Zdroj:
| Rok    | Kolo               | Umístění | Záp. | V | R | P | VG | OG |
| ------ | ------------------ | -------- | ---- | - | - | - | -- | -- |
| 2009   | nekvalifikovala se | –        | –    | – | – | – | –  | –  |
| 2011   | nekvalifikovala se | –        | –    | – | – | – | –  | –  |
| 2013   | nekvalifikovala se | –        | –    | – | – | – | –  | –  |
| 2015   | nekvalifikovala se | –        | –    | – | – | – | –  | –  |
| 2017   | nekvalifikovala se | –        | –    | – | – | – | –  | –  |
| 2019   | nekvalifikovala se | –        | –    | – | – | – | –  | –  |
| , 2021 | nekvalifikovala se | –        | –    | – | – | – | –  | –  |
| , 2023 | nekvalifikovala se | –        | –    | – | – | – | –  | –  |
| Celkem | 0 účastí z 8       | –        | –    | – | – | – | –  | –  |

Legenda:

Záp: odehrané zápasy, V: výhry, R: remízy, P: prohry, VG: vstřelené góly, OG: obdržené góly, červený rámeček znamená automatickou kvalifikaci (jakožto pořadatel)